# 피터 슈라이어
피터 슈라이어(독일어: Peter Schreyer 페터 슈라이어[*], 1953년)는 아우디 TT 디자인 개발로 잘 알려진, 독일의 자동차 디자이너이다. 현재 기아자동차의 디자인총괄사장과 최고 디자인 책임자(Chief Design Officer, CDO)를 맡고 있다.
2006년 카 디자인 뉴스는 아우디 TT를 "근래 가장 영향력 있는 자동차 디자인의 하나"라고 설명했다.

## 생애와 초기 경력
슈라이어는 1953년 독일 바이에른주 바트라이헨할에서 태어났다. 1975년 뮌헨 응용과학 대학교 산업 디자인학과 (Fachhochschule München - Industrie Design)에 입학하여, 1979년에 공업 디자인 학위를 받고 졸업했다. 그는 대학교 재학 중인 1978년 아우디에 인턴으로 첫 근무를 시작했다. 그 뒤, 슈라이어는 아우디 장학금을 받고, 졸업 직후인 1979년부터 1980년까지 런던 예술 대학에서 수송 디자인학과의 학생으로서 재적하여 석사 학위를 얻는다.
1980년 슈라이어는 아우디에서 외장, 인테리어, 콘셉트 디자인 담당으로서 일하기 시작해서 1991년에는 아우디의 캘리포니아 디자인 스튜디오로 이동했다. 1992년에는 아우디 디자인 컨셉트 스튜디오로, 1993년에는 폭스바겐의 익스테리어 디자인 부문으로 이동했다. 2006년에는 기아 자동차에 최고 디자인 책임자로 고용되었다.
슈라이어는 필리프 스타크가 디자인한 올 블랙 의상과 안경을 즐겨 착용하는 것으로 유명하다.  그리고 2019년에 은퇴했다.

## 기아와 타이거노즈
2005년 초 기아가 유럽 시장에 집중하면서, 기아차는 미래 성장을 위해서는 '디자인'이 중요하다는 인식을 하게 되면서 2006년 슈라이어를 최고 디자인 책임자(CDO)로 영입하였다. 기아 자동차에 스카웃된 슈라이어는 기아 자동차의 모든 차종을 완전히 새로운 스타일로 다시 만드는데 핵심적인 역할을 하였고, 프랑크푸르트, 로스앤젤레스, 도쿄, 남양 디자인 센터 등에 있는 기아 자동차의 디자인 센터에서 디자인 관련 모든 활동을 총괄하였다.
슈라이어는 2007년 인터뷰에서 그가 오기 전에 기아 자동차는 "평범한 이미지"였다고 말했다.
| “ | 과거, 기아차는 매우 평범했다. 당신이 도로에서 기아차를 봤을 때, 그 차가 한국차인지 아니면 일본차 인지 정확히 알 수 없다.…내가 생각하기에 딱 보자마자 단번에 기아차라는 걸 알 수 있게 하는 것이 매우 중요하다고 본다. | ” |

2007년 프랑크푸르트 모터쇼에 출전된 '키'(Kee) 컨셉에서는, 타이거 노즈로 알려진 새로운 통합 그릴을 도입했다.
슈라이어는 "나는 강렬한 시각적 신호, 표, 식별자를 원했다. 차의 전면에는 이러한 인식이나 표현이 필요하다. 기아차는 새로운 얼굴이 필요하고, 나는 새로운 기아차의 얼굴은 강력하고 독특해야 한다고 생각했다. 가시성은 핵심적 요소이고, 그러한 얼굴은 멀리서도 단번에 기아차를 식별 가능하게 해야 한다."라고 말했다. 새로운 타이거 노즈 그릴을 언급하면서, 슈라이어는 "타이거는 강하지만, 친숙한 동물이다. 기아의 전 차종에서 타이거 노즈 그릴을 볼 수 있을 것이다."라고 말했다.
보기: 기아 No.3 컨셉트
보기: 2011 기아 K7
보기: 2010 세도나

## 수상
2003년 슈라이어는 독일 연방 공화국 디자인상을 수상했다.
2007년 슈라이어는 왕립 예술 대학으로부터 명예 박사 학위를 받았다.

## 디자인 작품
- 아우디 TT, 1998
- 아우디 A6, 1998[14]
- 아우디 A3, 1996[15]
- 폭스바겐 뉴 비틀, 1998
- 폭스바겐 골프, IV, 1998[2]
- 폭스바겐 컨셉트 R, 2004
- 폭스바겐 Eos[16] 2006
- 기아 모하비, 2008
- 기아 벤가, 2009 (& 기아 No. 3 컨셉트)
- 기아 로체 이노베이션, 2008
- 기아 포르테, 2008
- 기아 쏘렌토 R, 2009
- 기아 K7, 2009
- 기아 스포티지 R, 2010
- 기아 K5, 2010
- 기아 그랜버드 이노베이션, 2010
- 기아 모닝, 2011
- 기아 K9, 2012
- 기아K3,2012
- 현대 투싼, 2015
- 현대 그랜저, 2016
- 기아 스팅어, 2017
- 기아 K8 , 2021

## 같이 보기
- 알버트 비어만(Albert Biermann)
  - BMW M
  - 현대 N
- 기아자동차
- 아우디
- 폭스바겐